# 朗盛
朗盛集团（德語：Lanxess AG）是德国一家化工公司，總部設於科隆。
2004年，拜耳进行战略重整，将化学品业务和部分聚合物业务进行剥离，朗盛随之诞生。 按销售额计算，朗盛是德国第四大化学品集团，产品主要是特殊化学品、基础化学品、精细化学品、橡胶和塑料等。

## 历史
朗盛的历史可以追溯到1863年，当年弗里德里希·拜耳公司（Friedrich Bayer & Co.）成立，为合成染料制造商。2004年，拜耳公司为了专注于医疗保健和营养品业务，将大部分化学品业务和将近三分之一的聚合物业务剥离出来，成立了独立公司，命名「朗盛」。
朗盛集团自2005年1月31日起，在法兰克福证券交易所上市，当时拜耳为每一股东配发一股朗盛集团股份。

### 命名
名称“Lanxess”是一个合成词，由法语“lancer”（意指“向前开拓”）和英语词“success”（意指“成功”）结合而成。

### 业务重组
2015年9月，朗盛宣布与沙特阿美石油公司（Saudi Aramco）计划共同筹建一家合成橡胶合资公司。双方将各持有合资公司50%的股权。朗盛将把合成橡胶业务注入新的合资公司，包括轮胎和特种橡胶业务部（TSR）与高性能弹性体（HPE）业务部。

### 业务剥离
成立后，朗盛实施一系列重组。最初主要是将一些业务剥离。精细化学品业务部被转入朗盛旗下的独立子公司 - Saltigo。接着Dorlastan合成纤维业务，被售给日本旭化成纤维（Asahi Kasei Fibers）；总部设在德国Kürten的颜料制造商iSL-Chemie，被售给Berlac集团，造价2千万欧元；而造纸化学品业务部，也售给芬兰纸业集团Kemira，价格8800万欧元。
2006年，朗盛以5400万欧元价格，将纺织加工化学品业务部（北美资产除外）出售给Egeria Capital。北美纺织化学品业务部的资产，则被出售给了StarChem。
2007年，原先的集团职能部门技术服务部被重组为了全资子公司Aliseca。作为涂料、乳胶漆和油墨制造商的朗盛子公司Borchers被出售给了美国的OM集团。同年六月，朗盛将其子公司Lustran转让给了与英国化学品集团Ineos成立的一家合资企业。

### 业务并购
2006年末，朗盛从其合资伙伴企业陶氏化学手中收购了南非铬矿国际公司（CISA）剩余的50%的股份。2007年12月，朗盛宣布并购巴西合成橡胶制造商Petroflex S.A.。 2009年2月，Petroflex更名为朗盛巴西弹性体公司（Lanxess Elastomeros do Brasil）。
2008年6月，朗盛通过从中国合作伙伴金卓化学品有限公司手中收购两处氧化铁颜料生产厂，扩张了其在亚洲的无机颜料业务。
2009年3月，朗盛在莫斯科开设了销售子公司，负责其在俄罗斯和其他独联体国家内的业务。
2009年6月，朗盛以8240万欧元的价格从印度公司Gwalior化学工业有限公司手中购得其制造业资产，同时收购了中国江苏波力奥化工有限公司的生产设施和所有业务，收购价格没有透露。
2011年1月，朗盛并购了阿根廷特殊化学品公司Darmex，后者专长于生产用于轮胎产业的脱模剂和硫化胶囊。5月，朗盛以3.1亿欧元的价格完成了对荷兰皇家帝斯曼公司Keltan弹性体业务的收购，从而将原先已有的三元乙丙（EPDM）橡胶业务与Keltan业务合并，成立了Keltan弹性体业务部。同样在2011年，朗盛还收购了先正达（Syngenta）的材料保护品业务和美国杀菌剂公司Verichem。2012年，朗盛并购了美国硫化胶囊公司TCB。

## 管理结构
根据德国公开上市公司（德语称作“aktiengesellschaft”）的相关规定，朗盛的管理架构实行双重管理委员会制。四人组成的管理董事会负责公司的日常管理和运营。监事会负责监管管理董事会，监督其行为，任命董事会成员以及审核公司的财务报表。

## 朗盛大中华
2005年1月31日，朗盛股票首次在法兰克福证券交易所挂牌上市，朗盛化学（中国）有限公司正式运营。时至今日，朗盛在大中华区的员工人数约1,300名，拥有10家下属企业（含2家合资公司），8个研发中心。 

### 旗下工厂
- 朗盛上海颜料有限公司
- 朗盛（无锡）高性能复合材料有限公司
- 莱茵化学（青岛）有限公司
- 朗盛特殊化学品有限公司
- 朗盛（溧阳）多元醇有限公司
- 朗盛-台橡（南通）化学工业有限公司
- 朗盛（常州）有限公司
- 朗盛（宁波）颜料有限公司

## 外部連結
- 官方网站